# Belagerung von Thionville (1643)
Les Avins – Löwen – Tornavento – Guetaria – Fontarrabie – Corbie – Diedenhofen 1639 – Turin – Arras 1640 – Aire-sur-la-Lys – La Marfée – Honnecourt – Barcelona – Cartagena – Diedenhofen 1643 – Rocroi – Orbetello – Fort Mardyck – Dünkirchen – Rethel – Bordeaux – Lens – Arras 1654 – Valenciennes – Dünenschlacht
Die Belagerung von Thionville von 1643 fand vom 16. Juni bis zum 8. August 1643 statt als Teil des Dreißigjährigen Krieges und des Französisch-Spanischen Krieges.

## Präambel
Nach seinem Sieg in Rocroi wollte der Herzog von Enghien (der spätere Grand Condé) diesen ausnutzen und Thionville, die wichtigste Festung an der Grenze der Spanischen Niederlande, sollte der Preis dafür sein; seine Briefe an den Hof sorgten für die Zustimmung zu dieser Belagerung, und als seine Kuriere zurückkamen, war bereits alles für die Ausführung dieses Angriffs vorbereitet.
Enghien richtete an Louis Potier, Marquis de Gesvres, der ein Armeekorps in der Champagne befehligte, den Befehl, sich in Eilmärschen unter die Mauern von Thionville zu begeben. Dieser General traf am 16. Juni dort ein und am übernächsten Tag, als der Angriff bereits begonnen hatte, schloss sich Enghien ihm an.

## Beteiligte Kräfte

### Spanische Monarchie
Die Stadt Thionville wurde von einer Garnison von 2800 Mann verteidigt, zu der noch eine städtische Bürgerschaft hinzukam, die mit dem Gebrauch von Waffen vertraut war und ihre militärischen Fähigkeiten nicht verloren hatte.

### Königreich Frankreich
Die französische Armee bestand aus 50.000 Mann und wurde hauptsächlich angeführt von:
- Louis Potier, Marquis de Gesvres[1]
- Jean de Gassion
- Claude Letouf de Pradines, Baron de Sirot
- César d’Aumont, Marquis de Clairveaux[2]
- Roger de Bossot d‘Espénan
- Gaspard de Coligny, Marquis d’Andelot
- Philippe de Clérembault, Comte de Palluau
- Claude-Alphonse de Brichanteau, Marquis de Nangis.[3]

Der Chevalier de la Valière war Maréchal de la Bataille, de La Plante fungierte als Hauptingenieur. Courteilles, ein Schüler des Chevalier de Ville, setzte in Thionville, wie schon in Hesdin, seine Faschinenbrücke zur Überwindung des Grabens ein; schließlich leitete der Ingenieur de La Pomme die Arbeit der Mineure.
Die beteiligten Regimenter waren:
- das Regiment de Gramont-Liégeois
- das Regiment de Grancey
- das Regiment de La Marine
- das Regiment de Picardie

## Die Belagerung
Die erste Belagerung begann am 16. Juni. Am 18. Juli eroberten die Regimenter Picardie, La Marine und Gramont-Liégeois die Contrescarpe. Später, als eine beträchtliche Bresche geöffnet, zwei weitere vorhanden, aber weniger nutzbar waren, der Graben den Hauptteil des Ortes berührte und die Bastionen vermint waren, ließ Enghien die Spanier über ihre Lage unterrichten, über die sie sich bislang nicht im Klaren waren: nur eine schnelle Kapitulation konnte den vollständigen Ruin der Stadt, den Verlust ihrer letzten Verteidiger und schließlich das Unglück verhindern, das die Folge eines Angriffs und einer gewaltsamen Besetzung sein würde.
Die Belagerten missachteten diese Warnung, wollten allerdings die Arbeit der Mineure besichtigen, und Enghien willigte ein. Als sie mit eigenen Augen überzeugt waren und sich ohne Hoffnung auf Rettung sahen, boten sie die Kapitulation an, und am 8. August wurden ihnen ehrenvolle Bedingungen gewährt.
Am Ende der Belagerung war die Garnison von Thionville auf 1200 Kämpfer reduziert, was einen Verlust von 1600 Personen bedeutete. Außerdem hatte eine Kugel den Gouverneur auf der Bresche getroffen und den Bürgermeister der Stadt durch einen Musketenschuss getötet. Die von Enghien gewährte Kapitulation wurde am 8. August von diesem und von Dorio, der nach dem Tod des Gouverneurs Kommandant geworden war, unterzeichnet.

## Folgen
Die Stadt war in weiten Teilen ein einziger Trümmerhaufen, nur wenige Häuser waren frei von den Treffern der Angreifer. Die Straßen waren durch Schutt und halb verkohlte Balken versperrt, die aus den niedergebrannten Häusern gerissen worden waren. Im ganzen Ort gab es Breschen, die die Stärke des Angriffs und die Gegenwehr der Verteidiger bewiesen. Es war festgelegt worden, dass die gesamte Garnison von Thionville spätestens am Montag, den 10. August, um die Mittagszeit abziehen musste und dass ihr zu diesem Zweck an diesem Montag um 4 Uhr morgens 200 Karren zur Verfügung gestellt wurden, um die Verwundeten der Garnison, die Kranken, die Soldaten und das Gepäck abzutransportieren.
Um seine Eroberung zu sichern, ließ der Herzog von Enghien Sierck, eine kleine Stadt am rechten Moselufer nordöstlich von Thionville besetzen. Sierck unterstand jedoch nicht den Spaniern, sondern dem Herzog Karl IV. von Lothringen, der seit langem ein Feind Frankreichs war.
Der Kavallerieoberst Antoine-Joachim, Baron de Marolles, wurde von Enghien als Gouverneur von Thionville eingesetzt. Dies wurde vom Hof bestätigt und er erfüllte die Aufgaben bis 1655.